# Cybocephalus israelicus
Cybocephalus israelicus is een keversoort uit de familie Cybocephalidae. De wetenschappelijke naam van de soort is voor het eerst geldig gepubliceerd in 1984 door Endrödy-Younga.